# Gemuño
Gemuño ist ein Ort und eine zentralspanische Gemeinde (municipio) mit 142 Einwohnern (Stand: 2024) in der Provinz Ávila in der Autonomen Region Kastilien-León.

## Lage
Gemuño befindet sich in den nördlichen Ausläufern der Sierra de Gredos gut zehn Kilometer südwestlich von Ávila in einer Höhe von 1105 m. Das Klima im Winter ist kühl, im Sommer dagegen trotz der Höhenlage durchaus warm; der Regen (ca. 575 mm/Jahr) fällt – mit Ausnahme der nahezu regenlosen Sommermonate – verteilt übers ganze Jahr.

## Bevölkerungsentwicklung
| Jahr      | 1970 | 1981 | 1991 | 2001 | 2011 | 2021 |
| Einwohner | 396  | 317  | 276  | 203  | 161  | 147  |

## Sehenswürdigkeiten

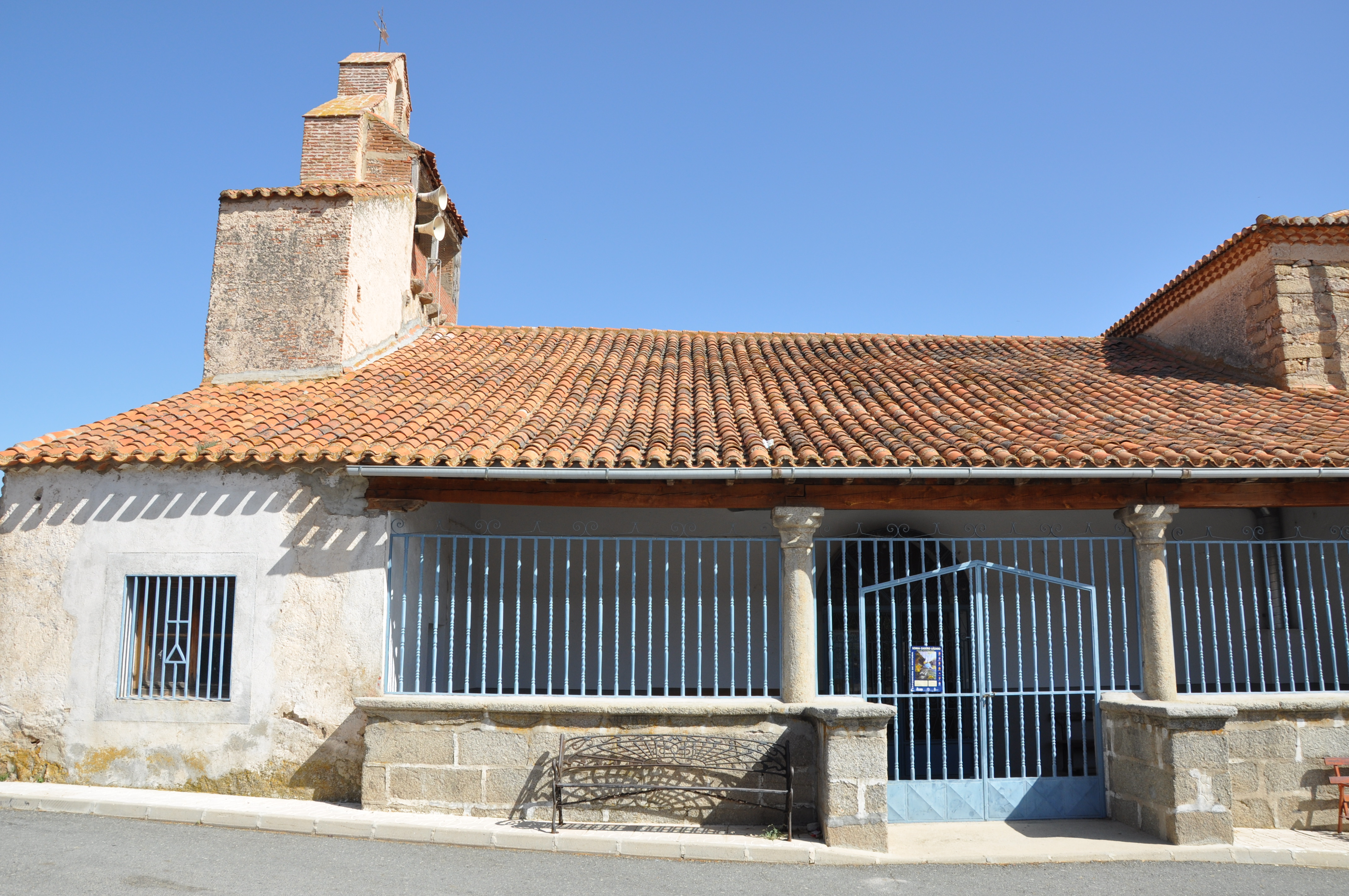
Magdalenenkirche
- Marienkapelle
- Christuskapelle

- Magdalenenkirche

## Persönlichkeiten
- Ricardo Montero (1902–1974), Radrennfahrer